# Герб комуни Ваггерюд
Герб комуни Ваггерюд (швед. Vaggeryds kommunvapen) — символ шведської адміністративно-територіальної одиниці місцевого самоврядування комуни Ваггерюд. 

## Історія
Герб було розроблено для торговельного містечка (чепінга) Ваггерюд було розроблено 1952 року: у щиті, розтятому на золоте і зелене поля, зазублена балка в обернених кольорах.    
Після адміністративно-територіальної реформи, проведеної у Швеції на початку 1970-х років, муніципальні герби стали використовуватися лишень комунами. Цей герб був 1971 року перебраний для нової комуни Ваггерюд. Натомість герб приєднаного до комуни чепінга Шіллінгарюд вийшов з використання.
Однак згодом було вирішено розробити для комуни новий герб, який офіційно зареєстровано 1989 року.

Герб чепінга Шіллінгарид (1948-1970)
Герб чепінга Ваггерид (1952-1970) Герб комуни Ваггерюд (1971-1989)

## Опис (блазон)
У золотому полі червоне колесо від залізничного вагона з чорною ребордою.

## Зміст
Колесо від залізничного вагона вказує на роль Ваггерюда у розвитку залізничного транспорту.      